# Carrière de Terre Blanche de Larnage
La carrière de Larnage est une vaste exploitation d’argile à ciel ouvert, principalement composée de kaolin et de feldspath. Elle se situe sur le territoire de la commune de Larnage, dans le département de la Drôme en Auvergne-Rhône-Alpes.
Aujourd’hui, l’exploitation de la carrière est effectuée par la société Fayol, localisée à Tain-l'Hermitage. L’entreprise est spécialisée dans la production de pièces réfractaires, notamment de four à bois commercialisés sous la marque Le Panyol.

## Histoire
La carrière est à l’origine du nom de la commune de Larnage, il provient du latin arenaticum qui signifie « sable ». Ce nom est une allusion romaine aux Terres Blanches caractérisant les sols de la commune. Ces derniers auraient utilisé cette terre dès le IIIe siècle dans la conception de tuiles et de poteries.
À la fin du Moyen-Âge, plusieurs familles de potiers Larnageois utilisent cette terre pour ses capacités réfractaires. Les céramiques qu’ils réalisent sont connus sous le nom de « Service jaune de Larnage ». Plusieurs fragments et tessons ont été retrouvés dans la commune ainsi que dans la région Lyonnaise. 
Le premier potier reconnu dans la région est Jehan Delome, il travaille la terre de Larnage en 1552. Par la suite, les archives attestent de nombreux potiers Larnageois au cours du XVIIe siècle et XVIIIe siècle[source insuffisante].
Au XVIIIe siècle, la terre réfractaire de Larnage sert également à la fabrication de pipes, ainsi qu’à la conception de « creusets de poteries blanches » pour l’Hôtel des Monnaies de Lyon.
Au XIXe siècle, la production de poterie ne s’industrialise pas, ce qui mène progressivement à la disparition de la profession de potier. À l’inverse, l’usine Robin est construite à Larnage vers 1830, c’est la première à fabriquer des briques réfractaires à partir du kaolin. Plus tard, d’autres usines voient le jour, notamment l’usine « Baroche » rachetée quelque temps après par le maire de Larnage Gabriel Traversier.
À cette époque, l’extraction de la terre s’effectue à l’aide de pics, de pioches, de pelles et de brouettes. Le matériau est transporté en charrettes appelées « tombereaux » généralement tractées par des mules ou des mulets[source insuffisante]. Malgré une mécanisation faible, l’importante main d’œuvre permet aux carrières de Larnage de fournir près de la moitié de la France en produits réfractaires jusqu’à la seconde guerre mondiale. Les matériaux extraits sont essentiellement destinés à la fabrication de four à bois.

## Géologie
Les sols sont composés d’une terre granitique qui s’est transformée lors d’un phénomène naturel. Durant l’Éocène, lorsque la mer occupait la vallée du Rhône, les eaux salées et chaudes transformèrent une partie du granit, notamment le feldspath, en argile. Ce phénomène souterrain explique la présence de kaolin à Larnage.
La blancheur éclatante de la carrière est significative de la présence de kaolin en grande proportion. Cette particularité accorde au matériau un nom spécifique : la Terre Blanche de Larnage. 
La carrière de Larnage se compose de différents matériaux 100 % naturels : du kaolin et du feldspath. Elle est également dépourvue d’oxyde de fer et pauvre en alumine, ce qui permet de l’utiliser à des fins culinaires.
Cette terre argileuse est très réfractaire, une fois cuite sa résistance pyroscopique s’élève au delà de 1600 °C. Cette particularité en explique l’usage dans l’industrie réfractaire.

## Exploitation
La carrière de Larnage est industriellement exploitée depuis le début du XIXe siècle. Autrefois, plusieurs usines de produits réfractaires utilisaient cette terre, le site était divisé selon les propriétés des différentes maisons. L’exploitation de la carrière est aujourd’hui exclusivement opéré par la société Fayol, labellisée Entreprise du patrimoine vivant par l'État.
L’extraction se réalise sans explosifs ni produits chimiques. L’utilisation d’un bouteur est suffisante puisque le matériau est très friable. La terre est ensuite mise à sécher sous des hangars puis acheminée vers le lieu de production. 

## Attraits pour cette terre
Les caractéristiques réfractaires de la Terre Blanche de Larnage intéressent de nombreux professionnels des métiers de bouche. Depuis 1840, les boulangers recherchent des fours à bois conçus à partir de cette terre tel que les fours Le Panyol. Ce matériau à une forte capacité d’accumulation de chaleur qu’il restitue pendant plusieurs heures, cela permet aux boulangers équipés de ces fours, de réaliser plusieurs fournées avec une seule chauffe. 
Les restaurateurs, notamment les pizzaïolos apprécient les fours à bois conçus en Terre Blanche. Ils apportent de très bonnes qualités de cuissons, et révèlent les saveurs des aliments. Les pizzerias équipées de ce four bénéficient également de l’appellation « cuit au feu de bois ».

## Cinéma
Une partie essentielle du film Effroyables jardins réalisé par Jean Becker et sorti en 2003 a été tournée dans la carrière de Terre Blanche de Larnage. Son intention était de tourner une scène où les acteurs se retrouvent piégés dans une fosse d’argile, alors le réalisateur s’est rapproché de l’entreprise Fayol afin d’aménager la carrière. Ces plans mettent en avant la carrière de Larnage ainsi que la blancheur de sa terre.